# 小嶋優
小嶋 優（こじま まさる、1976年1月23日 - ）は、テレビ山梨のアナウンサー。

## 概要
- 埼玉県春日部市出身。血液型はB型。
- 法政大学卒業後に1998年テレビ山梨に入社[1]。
- 趣味はドライブ、鉄道、クルマ雑誌読書など。
- シドニーオリンピック競泳日本代表の萩原智子は妻の妹であり[2]、娘がいる[3]。

## 担当番組
現在
- スゴろく（主に後半のニュースPARTのMC、前半情報PART内は一部の日のみ）
- 山梨今人
- スポーツ中継
- ミライ企業

過去
- UTYウッティな木曜日
- UTYわいわいQGランド
- ウッティタウン6丁目(町内会会長→中継コーナー担当)
- ウッティタウン6丁目のカフェ[4]
- UTYニュースの星